# Dictatus Papae

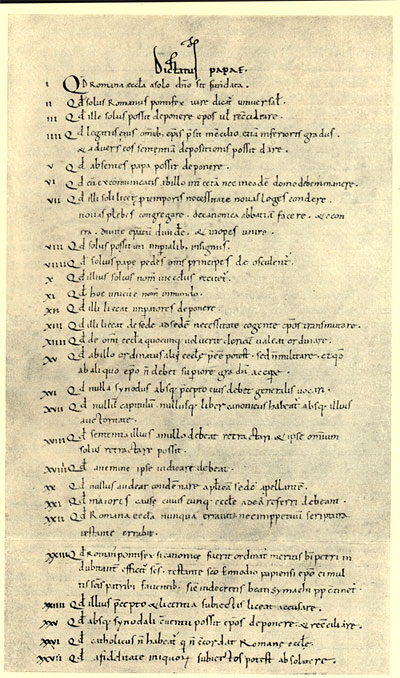
Dictatus Papae

Als Dictatus Papae bezeichnet man ein lateinisches Schriftstück, das sich im Briefregister Papst Gregors VII. (Reg. Vat. 2) unter den Briefen vom März 1075 findet; es wird heute im Vatikanischen Archiv aufbewahrt. Die Überschrift Dictatus Papae legt nahe, dass es sich dabei um ein Eigendiktat Gregors handelt. Der Text war wahrscheinlich nicht zur Veröffentlichung außerhalb der Kurie bestimmt. Trotzdem hatte er einen großen Einfluss auf die Vorgehensweise Gregors VII.

## Inhalt
Jeder der 27 kurzen und prägnanten Sätze beginnt mit quod („dass“) und gibt – offenbar ohne besondere Ordnung – Gregors Vorstellungen über die Stellung des Papstes innerhalb der Kirche und im Verhältnis zum Kaiser wieder. Mit den Leitsätzen 8, 9 und 12 stellt er sich sogar über den – nach damaliger Auffassung von Gott eingesetzten – Kaiser und macht seinen Herrschaftsanspruch auch über den weltlichen Staat geltend.
Diese Leitsätze „zeichnen sich durch eine atemberaubende Kühnheit aus, die von der Rechtstradition durchaus nicht immer abgedeckt ist“, wie Horst Fuhrmann formuliert. Tatsächlich sind manche der Thesen durch das damalige Kirchenrecht gedeckt, unter anderem auf Basis der pseudoisidorischen Dekretalen. Andere Thesen widersprechen dem mittelalterlichen Kirchenrecht deutlich.
Der Dictatus papae galt in der Forschung oft als eine Art Programm, das Gregors Politik erklärt. Vereinzelt ist der Dictatus in der älteren Forschung auch als Entwurf zu einer (allerdings nie erstellten) Kanones-Sammlung verstanden worden, in der Kanones zusammengestellt werden sollten, die in Einklang mit Gregors Ideen standen.

## Rezeption
Der Dictatus selbst fand nur geringe Verbreitung; außer der Register-Handschrift, die die päpstliche Kurie nie verlassen hat, ist nur eine weitere mittelalterliche Handschrift bekannt. Eine etwas größere Verbreitung erlangte der sogenannte ‚Dictatus von Avranches‘, dessen 37 Leitsätze oft mit denen des Dictatus papae übereinstimmen.
Einen Teil der im Dictatus formulierten Ansprüche setzten Gregor und seine Nachfolger in die Tat um, teilweise wurden später auch rechtliche Grundlagen dafür geschaffen.
Das Erste Vatikanische Konzil (1870) erhob den Lehr- und Jurisdiktionsprimat des Papstes zum Dogma. Den politischen Herrschaftsanspruch des Dictatus (Sätze 8, 9, 12) hat der Gang der Geschichte erledigt.

## Text desDictatus Papae
|  |

| 1  | Quod Romana ecclesia a solo Domino sit fundata. | Dass die römische Kirche vom Herrn allein gegründet worden ist. |
| 2  | Quod solus Romanus pontifex iure dicatur universalis. | Dass allein der römische Papst mit Recht universal genannt wird. |
| 3  | Quod ille solus possit deponere episcopos vel reconciliare. | Dass er allein Bischöfe absetzen und wieder einsetzen kann. |
| 4  | Quod legatus eius omnibus episcopis presit in concilio etiam inferioris gradus et adversus eos sententiam depositionis possit dare. | Dass sein Gesandter auf einem Konzil den Vorrang vor allen Bischöfen hat, auch wenn er einen niedrigeren Weihegrad hat, und dass er gegen sie ein Absetzungsurteil fällen kann. |
| 5  | Quod absentes papa possit deponere. | Dass der Papst Abwesende absetzen kann. |
| 6  | Quod cum excommunicatis ab illo inter caetera nec in eadem domo debemus manere. | Dass wir mit von ihm Exkommunizierten unter anderem nicht in demselben Haus bleiben dürfen. |
| 7  | Quod illi soli licet pro temporis necessitate novas leges condere, novas plebes congregare, de canonica abbatiam facere et e contra, divitem episcopatum dividere et inopes unire.                                                        | Dass es allein ihm erlaubt ist, entsprechend den Erfordernissen der Zeit, neue Gesetze zu erlassen, neue Gemeinden zu bilden, ein Kanonikerstift zur Abtei zu machen und umgekehrt, ein reiches Bistum zu teilen und arme zu vereinigen.                                                         |
| 8  | Quod solus possit uti imperialibus insigniis. | Dass er allein die kaiserlichen Herrschaftszeichen verwenden kann. |
| 9  | Quod solius papae pedes omnes principes deosculentur. | Dass alle Fürsten nur des Papstes Füße küssen. |
| 10 | Quod illius solius nomen in ecclesiis recitetur. | Dass in den Kirchen allein sein Name genannt wird. |
| 11 | Quod hoc unicum est nomen in mundo. | Dass dieser Name einzigartig ist auf der Welt. |
| 12 | Quod illi liceat imperatores deponere. | Dass es ihm erlaubt ist, Kaiser abzusetzen. |
| 13 | Quod illi liceat de sede ad sedem necessitate cogente episcopos transmutare. | Dass es ihm erlaubt ist, bei dringender Notwendigkeit Bischöfe von einem Sitz zum anderen zu versetzen. |
| 14 | Quod de omni ecclesia quocunque voluerit clericum valeat ordinare. | Dass er jeden beliebigen Kleriker aus allen Diözesen weihen kann. |
| 15 | Quod ab illo ordinatus alii ecclesiae preesse potest, sed non militare; et quod ab aliquo episcopo non debet superiorem gradum accipere.                                                                                                  | Dass ein von ihm Geweihter einer anderen Kirche vorstehen, aber ihr nicht dienen kann; und dass er von einem anderen Bischof keinen höheren Weihegrad annehmen darf. |
| 16 | Quod nulla synodus absque precepto eius debet generalis vocari. | Dass keine Synode ohne sein Geheiß universal genannt werden darf. |
| 17 | Quod nullum capitulum nullusque liber canonicus habeatur absque illius auctoritate. | Dass kein Rechtssatz und kein Buch ohne seine Autorisierung für kanonisch gilt. |
| 18 | Quod sententia illius a nullo debeat retractari et ipse omnium solus retractare possit. | Dass sein Urteilsspruch von niemandem widerrufen werden darf und er selbst als einziger die Urteile aller widerrufen kann. |
| 19 | Quod a nemine ipse iudicari debeat. | Dass er von niemandem gerichtet werden darf. |
| 20 | Quod nullus audeat condemnare apostolicam sedem apellantem. | Dass niemand es wage, jemanden zu verurteilen, der an den apostolischen Stuhl appelliert. |
| 21 | Quod maiores cause cuiuscunque ecclesiae ad eam referri debeant. | Dass die wichtigen Streitfragen jeder Kirche an ihn übertragen werden müssen. |
| 22 | Quod Romana ecclesia nunquam erravit nec imperpetuum scriptura testante errabit. | Dass die römische Kirche niemals in Irrtum verfallen ist und nach dem Zeugnis der Schrift niemals irren wird. |
| 23 | Quod Romanus pontifex, si canonice fuerit ordinatus, meritis beati Petri indubitanter efficitur sanctus testante sancto Ennodio Papiensi episcopo ei multis sanctis patribus faventibus, sicut in decretis beati Symachi pape continetur. | Dass der römische Bischof, falls er kanonisch eingesetzt ist, durch die Verdienste des heiligen Petrus unzweifelhaft heilig wird, nach dem Zeugnis des heiligen Bischofs Ennodius von Pavia, dem viele heilige Väter beistimmen, wie aus den Dekreten des heiligen Papstes Symmachus hervorgeht. |
| 24 | Quod illius precepto et licentia subiectis liceat accusare. | Dass es auf sein Geheiß und mit seiner Erlaubnis Untergebenen erlaubt ist Klage zu erheben. |
| 25 | Quod absque synodali conventu possit episcopos deponere et reconciliare. | Dass er ohne Synode Bischöfe absetzen und wieder einsetzen kann. |
| 26 | Quod catholicus non habeatur, qui non concordat Romanae ecclesiae. | Dass nicht für katholisch gilt, wer sich nicht in Übereinstimmung mit der römischen Kirche befindet. |
| 27 | Quod a fidelitate iniquorum subiectos potest absolvere. | Dass er Untergebene vom Treueid gegenüber Sündern lösen kann. |

## Ausstellung
Das Dokument ist eines von einhundert durch eine Kommission ausgewählten, die in der Ausstellung Lux in Arcana – The Vatican Secret Archives unveiled ab Februar 2012 in den Kapitolinischen Museen ausgestellt wurden.

## Edition
- Erich Caspar (Hrsg.): Das Register Gregors VII., Bd. 1: Buch I–IV (= Monumenta Germaniae Historica. Epistolae, Teil 4: Epistolae selectae, Bd. 2, Teilbd. 1). 2. unveränderte Auflage. Weidmann, Berlin 1955, S. 201–208 (Digitalisat).

## Übersetzung
- Johannes Laudage, Matthias Schrör (Hrsg.): Der Investiturstreit. Quellen und Materialien (Lateinisch – Deutsch). Böhlau, Köln / Weimar / Wien 2006, ISBN 978-3-412-33547-2, S. 79–80, doi:10.7788/boehlau.9783412335472.